# Smaragdeule
Die Smaragdeule (Phlogophora scita) ist ein Schmetterling (Nachtfalter) aus der  Familie der Eulenfalter (Noctuidae).

## Merkmale

### Falter
Die Flügelspannweite des mittelgroßen Falters beträgt etwa 40 bis 48 Millimeter. Die Vorderflügelfarbe der Smaragdeule ist in der Regel hellgrün. Das zum Innenrand hin eingezogene Mittelfeld ist dunkler grün gefärbt. Der Bereich der Ringmakel ist deutlich aufgehellt, derjenige der Nierenmakel besitzt die dunklere Farbe des Mittelfeldes. An der undeutlichen äußeren Querlinie befindet sich vor der Flügelspitze ein kleiner, dunkelgrüner, pfeilförmiger Fleck. Am Innenrand des Wurzelfeldes ist ein weiteres grünes, etwas diffuses Feld erkennbar. Die Art variiert in der Färbung und folgende Formen sind beschrieben:
- f.flavescens Spuler, mit gelblichen Vorderflügeln
- f.olivacea Spuler, mit olivbraunen Vorderflügeln.

Letztere Form ähnelt in gewisser Weise der ebenfalls olivbraunen Farbvariante der Achateule (Phlogophora meticulosa), die jedoch etwas größer ist, ein v-förmiges Mittelfeld mit meist stärker betonter bräunlicher Tönung aufweist und einen wesentlich stärker gezackten Vorderflügelrand besitzt. Die Hinterflügel der Smaragdeule sind auffallend hell. Der Kopf ist mit einem dichten Haarbüschel versehen, der Hinterleib ist hell behaart.

### Ei, Raupe, Puppe
Das Ei ist kegelförmig, mit gestutzter Spitze und geraden, dünnen Längsrippen. Es ist zunächst weiß und verfärbt sich später gelblich und rosa. Außerdem besitzt es eine aus einzelnen Flecken bestehende matt karminrote Binde. Die gelbgrüne Raupe der Smaragdeule ist schlank, am Ende etwas verdickt und am elften Segment leicht erhöht. An den Seiten sind eine dunkle Linie sowie eine x-förmige Zeichnung erkennbar. Die Stigmen sind weiß und schwarz umrandet. Die Puppe  ist rotbraun gefärbt, sehr schlank mit stumpfem Abdomen, der zwei längere Häkchen sowie mehrere sehr kurze, kleine, gekrümmte Borsten aufweist.

## Ähnliche Arten
- Achateule (Phlogophora meticulosa)

## Synonyme
- Habrynthis scita

## Verbreitung
Die Art ist in Mittel- und Osteuropa verbreitet, in den Alpen steigt sie bis auf 1600 Meter. Sie ist hauptsächlich im Bergland und in Gebirgstälern anzutreffen und bewohnt auch Laub- und Mischwälder.

## Lebensweise
Die nachtaktive Smaragdeule fliegt von Mitte Juni bis Anfang September und besucht auch künstliche Lichtquellen. Die Raupen leben ab August an verschiedenen Farnarten, beispielsweise an Wurmfarn (Dryopteris), Rippenfarn (Blechnum spicant) oder Adlerfarn (Pteridium aquilinum). Sie überwintern und ernähren sich im Frühjahr des folgenden Jahres zunächst von vielen verschiedenen Pflanzen, unter anderem von Veilchen (Viola), Wegerich (Plantago),  Weißdorn (Crataegus), Schlehe (Prunus spinosa), Himbeere (Rubus idaeus) oder Eiche (Quercus). Sobald die Farne austreiben, kehren sie auch wieder zu diesen zurück, wo sie noch bis Ende Mai leben und sich anschließend verpuppen.

## Gefährdung
Obwohl die Art in vielen Gegenden sehr selten ist, wird sie bundesweit auf der Roten Liste gefährdeter Arten in Deutschland nur in Kategorie 3 (gefährdet) geführt.